# Градец (Здуние)
Гра̀дец  (на македонска литературна норма: Градец) или Гра̀дище (Градиште) е крепост, съществувала през късната античност и средновековието, разположена край поречкото село Здуние, Северна Македония.

## Местоположение
Градец е разположена на дълъг планински рид, на 1 km северно от Здуние, изнесен над устието на Оча в Треска с 250 m височина над терена и на 545 m надморска височина. Местоположението е стратегическо, тъй като пътят от Скопие за Поречието, Кичево и Охрид, слизайки от високия проход Дервент (Скопско бърдо), минава от три страни посрай Градец преди да слезе при Треска.

## Легенди
Местните предания казват, че в градчето живеела владетелка, чийто дворец се намирал на самия връх на рида. В неделните утрини, когато отивала на молитва в градската църква, намираща се извън крепостните стени тя се спускала с платно.

## Антични остатъци
В IV век заравненият връх на рида с размери 190 х 40 m (0,6 ha) е обхванат от стена с хоросан. Кастелът е контролирал околните железни и оловни рудници, както и пътя, който на няколко километра на юг преминавал провинциалната граница между провинциите Дардания и Македония и е регионален център в Северното Поречие. Главният вход на крепостта е от северозапад, фланкиран от отбранителна кула.
От периода са открити парчета керамика, питоси, тегули, парчета ковано желязо и топено олово и желязна сгур, метални украси от VI век, както и римски монети от IV, V, VI век. В подножието на крепостта са разкопани гробове со накити от V и VI век.

## Средновековни остатъци
Пред средновековието крепостната стена не е обновявана и най-вероятно е била добре запазена и поддържана, за което свидетелстват многобройните находки от периода: славянски црепни из цялата крепост, малки парчета ковано желязо със средновековни белези — върхове на стрели за пробиване на брони, поясни токи, инструменти и други, бронзов пръстен от XII - XIII век и медни скифати бъгарски имитации от XIII век. На планинските коси югоизточно от Градец има стари рудници. Чистенето на рудата се е извършвало на реката Оча в северното подножие на градчето, топенето и примитивната обработка на желязото ставали в печките, разположени в местността Присой во долината на Оча, а по-нататъшната обработка ставала в работилниците в твърдината.